# Yiridougou
Yiridougou is een gemeente (commune) in de regio Sikasso in Mali. De gemeente telt 9500 inwoners (2009).